# Alex Dias
Alex Dias de Almeida, meglio noto come Alex Dias (Rio Brilhante, 26 maggio 1972), è un ex calciatore brasiliano, di ruolo attaccante.

## Carriera
È un'attaccante di ruolo che giocava come punta centrale.

## Palmarès

### Club

#### Competizioni nazionali
- Campionato brasiliano: 2

Cruzeiro: 2003
San Paolo: 2006
- Coppa del Brasile: 1

Fluminense: 2007

#### Competizioni statali
- Campionato Mineiro: 1

Cruzeiro: 2004